# Brembate di Sopra
Brembate di Sopra – miejscowość i gmina we Włoszech, w regionie Lombardia, w prowincji Bergamo.
Według danych na styczeń 2009 gminę zamieszkiwało 7768 osób przy gęstości zaludnienia 1806,5 os./1 km². Miastem partnerskim tej miejscowości jest miasto Ostrów Mazowiecka.